# Madivaru (Kaafu-atol)
Madivaru is een van de onbewoonde eilanden van het Kaafu-atol behorende tot de Maldiven.